# Azolette
Azolette – miejscowość i gmina we Francji, w regionie Owernia-Rodan-Alpy, w departamencie Rodan.
Według danych na rok 1990 gminę zamieszkiwały 74 osoby, a gęstość zaludnienia wynosiła 18 osób/km² (wśród 2880 gmin regionu Rodan-Alpy Azolette plasuje się na 1545. miejscu pod względem liczby ludności, natomiast pod względem powierzchni na miejscu 1580.).